# Liesbeth Lagemaat
 Liesbeth Lagemaat  (Bergen op Zoom,  1962) is een Nederlandse dichter.
Lagemaat studeerde Nederlands en Taal- en Literatuurwetenschap. Naast haar dichterschap heeft zij gewerkt als journalist, actrice, reclametekstschrijver, accountmanager en docent NT2. Ze publiceerde regelmatig gedichten in De Tweede Ronde en Maatstaf. Haar debuutbundel Een grimwoud in mijn keel werd tijdens Poetry International gekozen tot Beste Poëziedebuut van 2005. Haar boek Vissenschild uit 2020 werd Bekroond met de Grote Poëzieprijs 2021.